# Вес Морган
Вес Мо́рган (англ. Wes Morgan; нар. 21 січня 1984, Ноттінгем, Англія) — ямайський та англійський футболіст, центральний захисник відомий за виступами за «Лестер Сіті» та національну збірну Ямайки.

## Клубна кар'єра
Морган розпочав займатись футболом в системі «Ноттс Каунті», але в 15 років перебрався в академію їхніх головних суперників «Ноттінгем Форест».

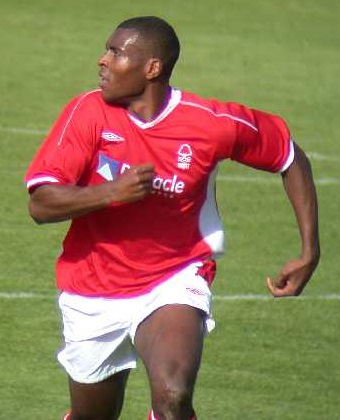
Вес Морган під час виступів за «Ноттінгем Форест».

Не пробившись до основної команди «Ноттінгем Форест», Вес був відданий в оренду в «Кіддермінстер Гарріерз», де грав на правах піврічної оренди у першій половині 2003 року. Після повернення з оренди Морган дебютував у першій команді «лісників» 12 серпня 2003 року в грі з «Порт Вейлом», коли йому було 19 років. З того часу Морган міцно зайняв місце в центрі оборони, виступаючи поперемінно з Десом Волкером і Майклом Доусоном. Свій перший гол за «Ноттінгем» він забив у сезоні 2003/04, вразивши ворота «Вімблдону» у домашньому поєдинку (6:0). Найбільший прогрес Моргана став помітний після приходу Біллі Девіса на посаду наставника «Форест». Відтоді ямаєць став лідером захисту «лісників», чим допоміг клубу залишитися в Чемпіоншипі у сезоні 2008/09. У жовтні 2011 року Вес провів 400-й офіційний матч за «Ноттінгем», причому як капітан. Усього ж за вісім з половиною сезонів Морган зіграв за рідний клуб 402 матчі в усіх турнірах.
30 січня 2012 року Морган офіційно перейшов в «Лестер Сіті» за £1 млн, підписавши контракт на 2,5 роки, де відразу став основним гравцем. У сезоні 2013/14 Морган зіграв 45 матчів у Чемпіоншипі, пропустивши лише один матч чемпіонату, і допоміг своїй команді вийти в Прем'єр-лігу.
16 серпня 2014 року Вес зіграв свій перший матч у Прем'єр-лізі в матчі проти «Евертона». Всього за сезон ямаєць зіграв у 37 матчах і забив 2 голи, допомігши команді зберегти прописку в еліті. За підсумками наступного сезону 2015/16 Морган разом з «Лестером» сенсаційно за два тури до кінця став чемпіоном Англії, причому сам Вес був капітаном і лідером «лисів» у тому переможному сезоні.
Вес відіграв за команду з Лестера 277 матчів в національному чемпіонаті.

## Виступи за збірну
Незважаючи на те, що Морган народився в Англії, він ніколи не викликався до її збірної, а через своє ямайське коріння 1 вересня 2013 року Морган вперше був викликаний до національної збірної Ямайки на матчі відбіркового турніру до ЧС-2014 проти збірної Панами і Коста-Рики. Дебютував Вес в національній команді 7 вересня матчем з Панамою (0:0).
У червні 2015 року Морган у складі збірної був учасником розіграшу Кубка Америки 2015 року у Чилі, де Ямайка програла всі три матчі і не вийшла з групи. Тим не менш через кілька тижнів Морган був включений у заявку на Золотий кубок КОНКАКАФ 2015 року в США і Канаді і допоміг збірній вперше в історії вийти до фіналу турніру. У вирішальній грі, в якій Морган, як і у всіх п'яти попередніх матчах на турнірі, відіграв усі 90 хвилин, Ямайка поступилися з рахунком 1:3 збірній Мексиці і здобула срібні нагороди.
Наразі провів у формі головної команди країни 25 матчів.
| Дата       | Місто          | Господарі  | Результат | Гості      | Турнір                              | Голи | Примітки |
| ---------- | -------------- | ---------- | --------- | ---------- | ----------------------------------- | ---- | -------- |
| 6-9-2013   | Панама         | Панама     | 0 – 0     | Ямайка     | Відбір до ЧС 2014                   | -    |          |
| 10-9-2013  | Кінгстон       | Ямайка     | 1 – 1     | Коста-Рика | Відбір до ЧС 2014                   | -    |          |
| 11-10-2013 | Канзас-Сіті    | США        | 2 – 0     | Ямайка     | Відбір до ЧС 2014                   | -    |          |
| 15-10-2013 | Кінгстон       | Ямайка     | 2 – 2     | Гондурас   | Відбір до ЧС 2014                   | -    |          |
| 5-3-2014   | Грос-Айлет     | Сент-Люсія | 0 – 5     | Ямайка     | товариський матч                    | -    |          |
| 30-5-2014  | Люцерн         | Швейцарія  | 1 – 0     | Ямайка     | товариський матч                    | -    |          |
| 4-6-2014   | Лондон         | Ямайка     | 2 – 2     | Єгипет     | товариський матч                    | -    |          |
| 8-6-2014   | Лілль          | Франція    | 8 – 0     | Ямайка     | товариський матч                    | -    |          |
| 9-9-2014   | Торонто        | Канада     | 3 – 1     | Ямайка     | товариський матч                    | -    |          |
| 10-10-2014 | Ніїґата        | Японія     | 1 – 0     | Ямайка     | товариський матч                    | -    | 5'       |
| 27-3-2015  | Кінгстон       | Ямайка     | 2 – 1     | Венесуела  | товариський матч                    | -    |          |
| 30-3-2015  | Монтего-Бей    | Ямайка     | 3 – 0     | Венесуела  | товариський матч                    | -    | 62'      |
| 13-6-2015  | Антофагаста    | Уругвай    | 1 – 0     | Ямайка     | Копа Америка 2015 - груповий етап   | -    |          |
| 16-6-2015  | Антофагаста    | Парагвай   | 1 – 0     | Ямайка     | Копа Америка 2015 - груповий етап   | -    | 16'      |
| 20-6-2015  | Він'я-дель-Мар | Аргентина  | 1 – 0     | Ямайка     | Копа Америка 2015 - груповий етап   | -    |          |
| 8-7-2015   | Карсон         | Коста-Рика | 2 – 2     | Ямайка     | Кубок КОНКАКАФ 2015 - груповий етап | -    |          |
| 11-7-2015  | Х'юстон        | Ямайка     | 1 – 0     | Канада     | Кубок КОНКАКАФ 2015 - груповий етап | -    |          |
| 14-7-2015  | Торонто        | Ямайка     | 1 – 0     | Сальвадор  | Кубок КОНКАКАФ 2015 - груповий етап | -    |          |
| 18-7-2015  | Балтимор       | Гаїті      | 0 – 1     | Ямайка     | Кубок КОНКАКАФ 2015 - чвертьфінал   | -    |          |
| 22-7-2015  | Атланта        | США        | 1 – 2     | Ямайка     | Кубок КОНКАКАФ 2015 - півфінал      | -    |          |
| 26-7-2015  | Філадельфія    | Ямайка     | 1 – 3     | Мексика    | Кубок КОНКАКАФ 2015 - фінал         | -    |          |
| 13-11-2015 | Кінгстон       | Ямайка     | 0 – 2     | Панама     | Відбір до ЧС 2018                   | -    |          |
| 17-11-2015 | Порт-о-Пренс   | Гаїті      | 0 – 1     | Ямайка     | Відбір до ЧС 2018                   | -    |          |
| 25-3-2016  | Кінгстон       | Ямайка     | 1 – 1     | Коста-Рика | Відбір до ЧС 2018                   | -    |          |
| 29-3-2016  | Сан-Хосе       | Коста-Рика | 3 – 0     | Ямайка     | Відбір до ЧС 2018                   | -    |          |
| Усього     |                | Матчів     | 25        |            | Голів                               | 0    |          |

## Статистика виступів

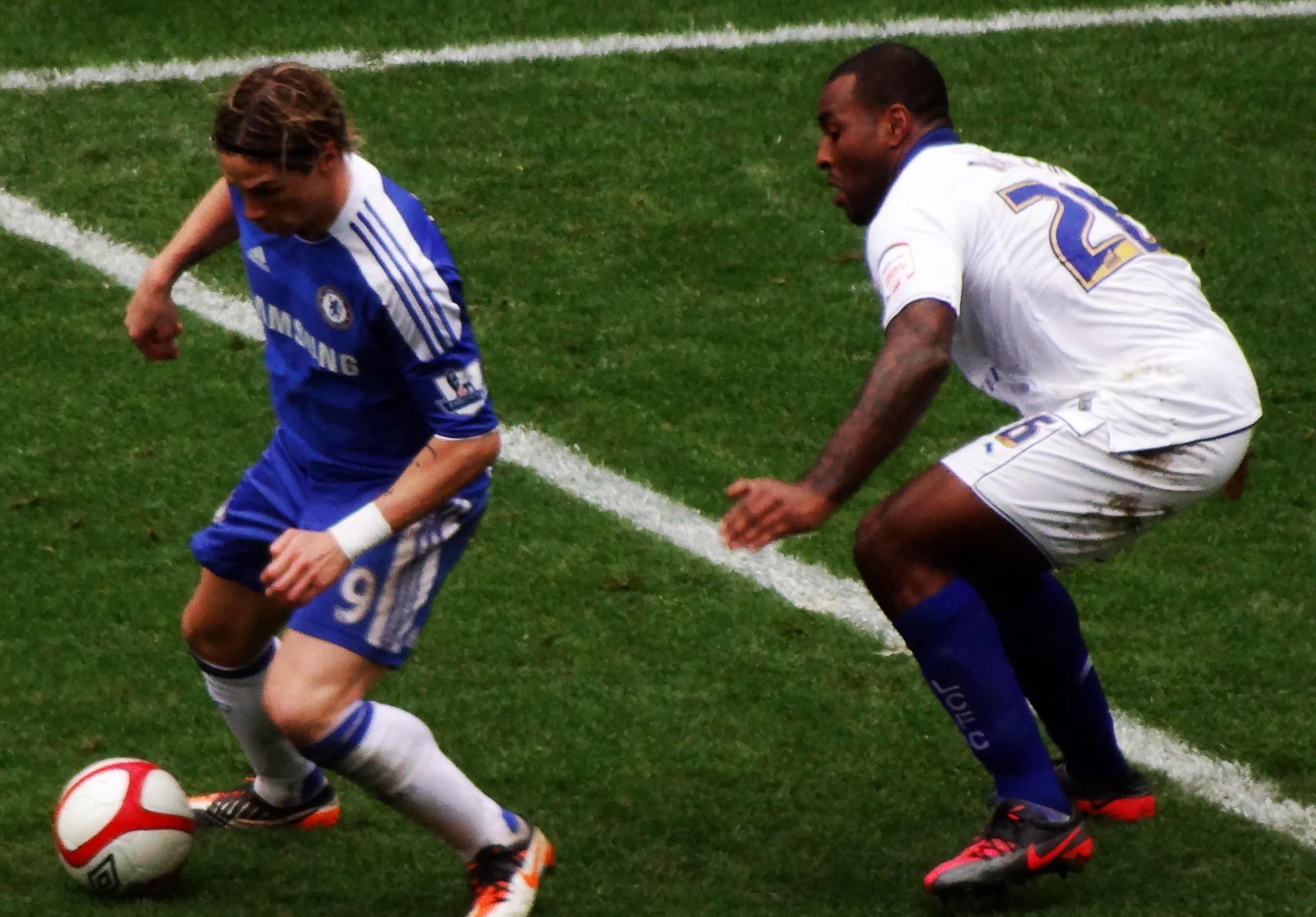
Вес Морган (праворуч) проти Фернандо Торреса. 18 березня 2012

## Досягнення

### Командні
- Чемпіонат Англії (1):

«Лестер Сіті»: 2015-16
- Володар Кубка Англії (1):

«Лестер Сіті»: 2020-21

### Збірні
- Срібний призер Золотого кубка КОНКАКАФ: 2015

### Особисті
- Включений до символічної збірної «команди року» Прем'єр-ліги: 2015–16
- Включений до символічної збірної «команди року» Чемпіоншіпа: 2010–11, 2012–13, 2013–14
- Гравець сезону у «Лестер Сіті»: 2013/13